# Râul Amărăzuia
Amărăzuia este un râu ce străbate localitatea Stejari, județul Gorj la nord, iar la sud este afluent al râului Amaradia.
Râul Aărăzuia este constituit din două izvoare principale primul ce pornește din satul Piscoiu și al doilea ce este si afluent Horga ce se varsă la Popești-Stejari  cu un debit de apă esențial .
.                        Piscoiu
.                        Popești-Stejari
Satejari traversate Stejari
.                        Băcești
.                        Baloșani
Afluent dreapta: Judele
Afluenti stânga : Ruginoasa și Ronghia

Lungimea cursului de apă 23Km